# Alan Tait
Alan Victor Tait (Kelso, 2 de julho de 1964) é um ex-jogador escocês de rugby, tanto de rugby union como de rugby league, que jogava na posição de centro.
Filho de um ex-jogador da modalidade league, Tait começou na rival union. Ele defendeu as seleções escocesas e britânicas de ambas. Sua estreia pela escocesa de rugby union deu-se logo na Copa do Mundo de Rugby de 1987, a primeira das Copas de union, entrando como substituto no empate em 20-20 contra a França. No ano seguinte, trocou de código, passando oito anos como jogador de League, período em que defendeu a seleção escocesa e também a Grã-Bretanha. Por esta, competiu na Copa do Mundo de Rugby League de 1989-92, sendo um dos jogadores que participaram das Copas do Mundo dos dois códigos.
Em 1995, o rugby union passou a admitir o profissionalismo, uma das distinções que tinha até então com o league. Tait retrocou de códigos em 1997 e no mesmo ano voltou a defender a Escócia no union, integrando também naquele ano a turnê dos British and Irish Lions à África do Sul. Jogando como ponta, ele inclusive marcou um try em sua estreia pelos Lions, em uma turnê vitoriosa.
Ele despediu-se da seleção escocesa em 1999, ano em que venceu a última edição do Cinco Nações. O torneio expandiu-se para o Seis Nações no ano seguinte, e ainda hoje a Escócia não conquistou o novo formato. A última partida de Tait pela seleção foi na eliminação na Copa do Mundo de Rugby de 1999, contra a Nova Zelândia.
Em 2000, ele parou de jogar também a nível de clubes, no Edinburgh Reivers. No rugby union, ele também jogou pelo Newcastle Falcons, e, no rugby league, esteve no Widnes Vikings e no Leeds Rhinos.